# Delaware-City-Raffinerie
Die Delaware-City-Raffinerie ist eine US-amerikanische Erdölraffinerie in Delaware City (New Castle County), Bundesstaat Delaware. Sie wird durch PBF Energy betrieben.

## Geschichte
Die Raffinerie wurde 1956 errichtet. 2004 wurde sie von der Motiva an Premcor verkauft, welche wiederum 2005 durch Valero Energy übernommen wurde. 2010 kaufte PBF Energy die Raffinerie von der Valero. 2013 wurde eine Rohölentladestation fertiggestellt, an welcher Rohöl durch Güterzüge angeliefert werden kann.

## Technische Daten
Die Raffinerie kann über Schiffe auf dem Delaware River mit Rohstoffen versorgt und Produkte abtransportiert werden. Zudem können per Eisenbahn Rohöle angeliefert werden.

### Verarbeitungsanlagen
- Atmosphärische Destillationen
- Vakuum-Destillation
- Fluid Coker
- Wasserstofferzeuger
- Hydrocracker
- Fluid Catalytic Cracker
- Entschwefelungsanlagen
- Reformer
- Alkylierung